# Cymothoa catarinensis
Cymothoa catarinensis là một loài chân đều trong họ Cymothoidae. Loài này được Thatcher, Loyola e Silva, Jost & Souza-Conceiçao miêu tả khoa học năm 2003.